# Mohamed Hattab
Pour les articles homonymes, voir Hattab.
Mohamed Hattab, né le 29 octobre 1964 à Bordj Ménaïel dans la wilaya de Boumerdès, est un haut fonctionnaire et un homme politique algérien. Il est ministre de la Jeunesse et des Sports de 2018 à 2019.

## Biographie
Mohamed Hattab est né le 29 octobre 1964 à Bordj Ménaïel (wilaya de Boumerdès).  Après des études en administration publique à l'École nationale d'administration, il commence sa carrière dans différentes administrations publiques en occupant plusieurs fonctions dirigeantes locales dans des daïras.
Il est wali de Sidi Bel Abbès puis de Béjaïa.
En avril 2018, il prend la direction du ministère de la Jeunesse et des sports après sa nomination par Abdelaziz Bouteflika,.
À l'été 2019, Mohamed Attab se voit impliqué dans une affaire judiciaire d'attribution frauduleuse de marchés publics lors de ses fonctions de wali de Béjaïa et de Sidi Bel Abbès,,. En raison de son statut, son dossier est passé au Parquet général de la Cour suprême qui décide son placement sous contrôle judiciaire en février 2020.

## Affaire judiciaire
En août 2019, Mohamed Hattab est auditionné par le procureur de la République auprès Tribunal de Sidi M'hamed (Alger) dans le cadre de soupçons concernant l'attribution frauduleuse de marchés publics à la société Amenhyd. Il est de nouveau auditionné en décembre sur cette même affaire.
L'affaire se poursuit et voit plusieurs ministres et personnalités économiques algériennes être mises en cause. De son côté, Mohamed Hattab est placé sous contrôle judiciaire le 20 février 2020 par le Parquet général. Il est soupçonné d'« octroi d'indus avantages en violation des dispositions législatives et réglementaires, dilapidation volontaire de deniers publics, abus de fonction et conflit d'intérêts ». La Cour d'Alger, par son arrêt rendu le 24/04/2022, a prononcé son acquittement.

## Fonctions
Ses principales fonctions occupées sont :
1. Chef de daïra de Gouraya (W) de Tipaza[1]
2. Chef de daïra d'El Harrach (Alger)
3. Chef de daïra de Azzaba (Skikda)[1]
4. Secrétaire Général de la wilaya de Sétif (2000- 2005)
5. Wali délégué d'El Harrach (W) d'Alger (2005-2010)[1]
6. Secrétaire Général de la wilaya d'Alger (2010-2013)
7. Wali de Sidi Bel Abbès (2013-2016)[2]
8. Wali de Béjaïa (2016-2018)[2]
9. Ministre de la jeunesse et des sports  (2018 à 19 avril 2019)[1]